# توني براون (لاعب اتحاد الرغبي)
توني براون (بالإنجليزية: Tony Brown) هو لاعب اتحاد الرغبي نيوزيلندي وأسترالي، ولد في 17 يناير 1975 في بالكلوثا (نيوزيلندا) في نيوزيلندا.

## وصلات خارجية
- توني براون عل موقع إسبنسكروم (الإنجليزية)
- توني براون على موقع ItsRugby.co.uk (الإنجليزية)